# SnailGamesJapan
SnailGamesJapan（スネイルゲームズジャパン）、蝸牛数字日本株式会社（かぎゅうすうじにほん）は、中華人民共和国の「蘇州蝸牛数字科技有限公司」を母体とし、日本の東京都港区に拠点を置くスマートフォンゲーム、コンシューマーゲーム、コンピューターゲームの運用・販売を行う現地日本法人。

## 概要
SnailGamesJapanは、2016年4月12日に東京都西新宿にて会社を設立。当初は主に中国蝸牛が開発したスマートフォンゲームアプリの日本市場への進出のために運用・マーケティングを行うために設立された会社であった。
その後は、共同開発やパブリッシング事業、家庭用ゲーム事業、共同運営など様々な取り組みを展開している。

## タイトル

### スマートフォンゲーム
- 戦乱アルカディア(自社開発) – 2016年4月20日
- 太極パンダ- phantom heroes-(自社開発) ―2016年6月20日(2018年4月サービス終了)
- 天子伝説 (自社開発) –2016年10月19日(2018年2月サービス終了)
- 九陰-Age of Wushu-(自社開発) –2016年11月16日(2017年12月サービス終了)
- 太極パンダ〜始まりの章〜(自社開発)–2017年3月8日再リリース
- ドラゴンレボルト(自社開発) – 2017年8月9日(2018年5月サービス終了)
- 太極パンダ3-dragon-hunter-(自社開発) –2018年1月17日(2019年1月サービス終了)
- チャイム！が鳴ったら(Snail・zerodiv共同開発)―2018年4月4日(2018年7月サービス終了)
- フードファンタジー(Fundoll開発・Snail共同運営)-2018年10月11日
- ぼくとダイノ-(自社開発) –2018年12月5日(2019年8月サービス終了)
- LEGEND OF HERO：レジェンドオブヒーロー -(自社開発) –2019年6月5日

### 家庭用ゲーム
- ARK PARK(PS VR) (自社開発) - 2018年3月22日

## その他
- JID AWARD2019 大賞受賞- 2019年10月11日

### ウェブサイト
- “日本アプリ市場は世界から見ると魅力的!? 日本にアプローチする中国メーカーの狙いとは？【TGS 2017】”. ファミ通App

　.   株式会社Gzブレイン. 2017年9月26日閲覧。
- “「とりあえずやってみる中国」と「分からないからやらない日本」。先が見えなくても，新しいことへの挑戦は欠かさない―――日本進出を果たしたSnail Gamesの今後”. 4Gamer

　.   Aetas株式会社. 2017年9月8日閲覧。
- “【TGS 2017】小さい頃に遊んでいた恐竜のおもちゃをよりリアルに楽しむ―Snail Gamesが手がけるPS VRタイトル「ARK Park」を紹介”. Gamer. 2017年9月25日閲覧。
- “VRで恐竜たちに会える！「ARK Park VR」プレス向け発表会”. IGN Japan. 2017年9月24日閲覧。
- “【TGS2017】中国産スマホゲームの日本進出を語る！「進出しない理由は無い市場」”. インサイド.   株式会社イード. 2017年9月27日閲覧。
- “『太極パンダ』は一網打尽バトルが爽快！ 高画質なアクションゲームをレポート”. 電撃オンライン.   株式会社KADOKAWA. 2017年3月22日閲覧。
- “Snail Games、新作アクションRPG『戦乱アルカディア』の配信を開始　お得がいっぱいのリリース記念キャンペーンも実施中”. Social Game Info.   株式会社ビジプル. 2016年4月21日閲覧。
- “Snail Games Japan、恐竜AR！ハンティングSRPG『ぼくとダイノ』にてリリース開始1週間を記念したTwitterフォロー＆RTキャンペーンを実施中！”. アプリのまじん.   株式会社キングポーン. 2018年12月13日閲覧。
- “Snail Games Japan”. BAMBOO MEDIA. 2019年3月12日閲覧。
- “JID AWARD 2019”. JID AWARD2019. 2019年10月11日閲覧。